# Kosyn (Dubno)
Kosyn (ukrainisch Козин; russisch Козин/Kosin, polnisch Kozin) ist ein Dorf der Ukraine in der Oblast Riwne, es liegt nördlich des Flüsschens Pljaschiwka etwa 21 Kilometer nordöstlich der ehemaligen Rajonshauptstadt Radywyliw und 68 Kilometer südwestlich der Oblasthauptstadt Riwne entfernt.
Das Dorf wurde 1488 zum ersten Mal schriftlich erwähnt und lag bis zur Dritten Polnischen Teilungen 1795 in der Adelsrepublik Polen-Litauen, Woiwodschaft Ruthenien. Danach kam es zum Russischen Reich und wurde in das Gouvernement Wolhynien eingegliedert. Nach dem Ende des Ersten Weltkriegs wurden die Grenzen neu gezogen, der Ort kam zur Zweiten Polnischen Republik und war ab 1934 in die Gmina Krupiec, Powiat Dubno, Woiwodschaft Wolhynien eingegliedert.
Während des Zweiten Weltkriegs kam der Ort ab September 1939 zur Sowjetunion und wurde in die Ukrainische SSR eingegliedert, nach dem Beginn des Deutsch-Sowjetischen Krieges kam der Ort unter deutsche Herrschaft in das Reichskommissariat Ukraine, Generalbezirk Wolhynien-Podolien, Kreisgebiet Dubno, wurde aber nach dem Ende des Zweiten Weltkrieges wieder der Ukrainischen SSR angegliedert. Seit 1991 ist Kosyn ein Teil der heutigen Ukraine.
1940 wurde der Ort zur Rajonshauptstadt des gleichnamigen Rajons Kosyn, dieser wurde aber am 21. Januar 1959 aufgelöst und dem Rajon Radywyliw zugeschlagen, seither ist der Ort ein einfaches Dorf.

## Verwaltungsgliederung
Am 27. April 2016 wurde das Dorf zum Zentrum der neugegründeten Landgemeinde Kosyn (Козинська сільська громада Kosynska silska hromada). Zu dieser zählen noch die 21 in der untenstehenden Tabelle aufgelistetenen Dörfer, bis dahin bildete es zusammen mit den Dörfern Dubyny, Hraniwka und Sawtschuky die Landratsgemeinde Kosyn (Козинська сільська рада/Kosynska silska rada) im Norden des Rajons Radywyliw.
Am 17. Juli 2020 wurde der Ort Teil des Rajons Dubno.
Folgende Orte sind neben dem Hauptort Kosyn Teil der Gemeinde:
| Name                     | Name         | Name                              | Name                  | Name |
| ukrainisch transkribiert | ukrainisch   | russisch                          | polnisch              |      |
| ------------------------ | ------------ | --------------------------------- | --------------------- | ---- |
| Beresyny                 | Березини     | Березины (Beresiny)               | Zagaje                |      |
| Bilohoriwka              | Білогорівка  | Белогоровка (Belogorowka)         | Kazimierówka          |      |
| Bryhadyriwka             | Бригадирівка | Бригадировка (Brigadirowka)       | Żabokrzyki Małe       |      |
| Dobrywoda                | Добривода    | Добривода (Dobriwoda)             | Dobrowódka, Dobrowoda |      |
| Dubyny                   | Дубини       | Дубины (Dubiny)                   | Dębiny                |      |
| Haj                      | Гай          | Гай (Gai)                         | Gaje Iwańskie         |      |
| Hraniwka                 | Гранівка     | Грановка (Granowka)               | Hranówka              |      |
| Hussary                  | Гусари       | Гусары (Gussary)                  | Husary, Husarywce     |      |
| Iwaniwka                 | Іванівка     | Ивановка (Iwanowka)               | Janówka               |      |
| Iwaschtschuky            | Іващуки      | Иващуки (Iwaschtschuki)           | Iwaszczuki            |      |
| Kursyky                  | Курсики      | Курсики (Kursiki)                 | Kursiki               |      |
| Nowa Pljaschewa          | Нова Пляшева | Новая Пляшева (Nowaja Pljaschewa) | Plaszowa              |      |
| Passiky                  | Пасіки       | Пасеки (Passeki)                  | Pasieki               |      |
| Pidwyssoke               | Підвисоке    | Подвысокое (Podwyssokoje)         | Podwysokie            |      |
| Pustoiwanne              | Пустоіванне  | Пустоиванье (Pustoiwanje)         | Iwanie Puste          |      |
| Radychiwschtschyna       | Радихівщина  | Радиховщина (Radichowschtschina)  | -                     |      |
| Rudnja                   | Рудня        | Рудня                             | Rudnia Poczajowska    |      |
| Saritschne               | Зарічне      | Заречное (Saretschnoje)           | Staryki + Tarnówka    |      |
| Sawtschuky               | Савчуки      | Савчуки (Stawtschuki)             | Sawczuki              |      |
| Serednje                 | Середнє      | Среднее (Sredneje)                | Seredne               |      |
| Stanislawy               | Станіслави   | Станиславы                        | Stanisławy            |      |